# La Aldea del Obispo
La Aldea del Obispo település Spanyolországban, Cáceres tartományban. La Aldea del Obispo Trujillo községgel határos. Lakosainak száma 286 fő (2024).

## Népesség
A település népessége az elmúlt években az alábbi módon változott:
| Lakosok száma | 376  | 384  | 368  | 350  | 340  | 326  | 309  | 303  | 299  | 286  |
|               | 2001 | 2004 | 2006 | 2009 | 2011 | 2014 | 2016 | 2019 | 2021 | 2024 |